# Байкальский тоннель
Байка́льские тонне́ли — железнодорожные тоннели на Байкало-Амурской магистрали, на участке Кунерма — Северобайкальск (на перегоне разъезд Дельбичинда — станция Дабан).
Расположены на границе Иркутской области и Республики Бурятия. Пересекает Байкальский хребет под перевалом Дабан в районе высокой сейсмической активности 8—9 баллов, в скальных грунтах, пересекаемых многочисленными тектоническими зонами разломов.
Длина первого тоннеля — 6685,6 м, второго — 6682 м, а вместе со вспомогательными выработками — по 7642,5 м

## Первый тоннель
Строительство Байкальского тоннеля началось в 1974 году Тоннельными отрядами № 12 и № 21 треста «Бамтоннельстрой». Вначале в течение года на перевале был построен посёлок строителей Даван, рядом с восточным порталом — временный посёлок Гоуджекит, в 3 км от западного портала — посёлок Гранитный. Строительство осуществлялось тремя тоннельными отрядами: один вёл проходку с восточного портала, другой — с западного, а третий — в обе стороны от вертикального ствола диаметром 7,5 м.
В ходе строительства был построен временный обход тоннеля (открыт в 1979 году) длиной 16,2 км. Сбойка между первым и третьим тоннельными отрядами состоялась 17 апреля 1980 года, между вторым и третьим — 27 октября 1980 года, что опередило плановый срок на год. Во временную эксплуатацию на тепловозной тяге тоннель был принят 29 октября 1984 года, 31 декабря 1985 года — в постоянную на электровозной тяге.
Пропускная способность тоннеля составляла 13,2 млн т в год. Площадь поперечного сечения тоннеля 34 м², порталы размещены с разницей по высоте в 84 м (13‰ подъём к западу). У западного окончания на протяжении 639 м имеет в плане кривизну радиусом 600 м. Во избежание оледенения в тоннель нагнетается воздух, подогретый электрокалориферами, размещёнными в вентиляционных зданиях у порталов. Рядом с основным тоннелем проходит сервисный тоннель (штольня) для его обслуживания, дополнительной вентиляции и эвакуации, соединённый с основным через каждые 300 м сбойками (21 шт.), закрытыми дверьми. Предназначенная по проекту вертикальная тепловентиляционная шахта глубиной 196 м выведена из эксплуатации в 1989 году из-за неэффективности.
В 2021 году, с вводом в эксплуатацию второго тоннеля, планируется начало реконструкции первого тоннеля, в котором наблюдаются явления деградации бетона.

## Второй тоннель
В октябре 2014 года в рамках проекта по модернизации БАМа начались работы по сооружению второй нитки Байкальского тоннеля. Работы велись ОАО «БАМтоннельстрой» и другими предприятиями группы компаний СК «Мост» с использованием тоннелепроходческого комплекса «LOVAT RM 394DS». Ввод нового тоннеля в эксплуатацию был запланирован на 2017 год. В сентябре 2017 года тоннель был готов на 80%. Строители прошли более 5250 метров, тогда как общая длина тоннеля составляет 6682 метра. 5 марта 2018 года произошла сбойка тоннеля, старт которой дал Президент РФ Владимир Путин в режиме онлайн.
Объект был сдан в эксплуатацию 28 июля 2021 года. С вводом тоннеля в эксплуатацию пропускная способность Байкало-Амурской магистрали на этом участке вырастет в два с половиной раза — до 32,4 млн тонн грузов в год. В церемонии открытия принял участие Президент России Владимир Путин.
Для сохранения постоянства микроклимата (влажности и t = 9 °C) в порталах тоннеля были установлены раздвижные автоматизированные стеклопластиковые ворота.